# Oost-Sachalinstroom
De Oost-Sachalinstroom (ESC) is een koude zeestroom in het noordwesten van de Grote Oceaan in de Zee van Ochotsk. De zuidelijk stromende zeestroom ligt voor de oostkust van de Russische oblast Sachalin en is onderdeel van de Ochotskgyre.
In het oosten van de zee stroomt de naar het noorden stromende West-Kamtsjatkastroom die naar het westen afbuigt en de Noord-Ochotskstroom vormt. In de Golf van Sachalin ten noorden van het Schmidt-schiereiland van het eiland Sachalin buigt de zeestroom naar het zuiden en splitst deze zich in de oostelijke Oost-Sachalinstroom (ten oosten Sachalin) en de westelijke Limanstroom die via de Tatarensont ten westen van Sachalin naar het zuiden stroomt naar de Japanse Zee.
Ten zuiden van Sachalin, tussen dit eiland en Hokkaido stroomt de Soyastroom vanuit de Japanse Zee via de Straat La Pérouse terug naar de Ochotskgyre.
De zeestroom stroomt door de mariene ecoregio Zee van Ochotsk.